# تاريخ كلي

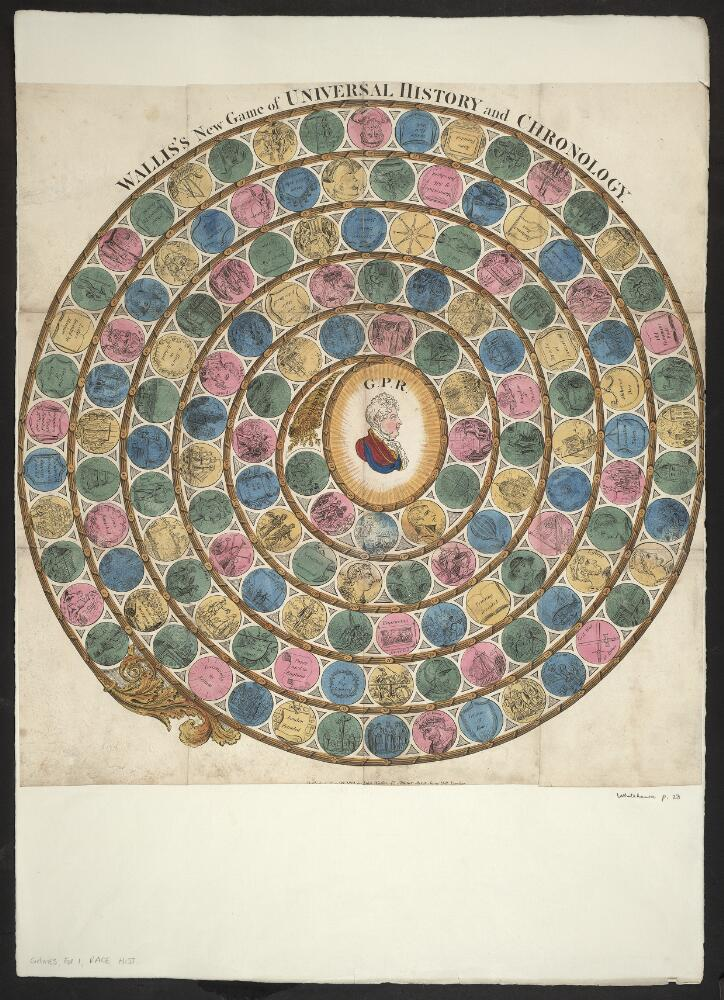
لعبة عام 1814 بعنوان لعبة واليس الجديدة للتاريخ العالمي والتسلسل الزمني؛ 138 دائرة، العديد منها بدون نص. مشروحة في كتاب القواعد (ناقص)؛ تأسيس الإمبراطوريتين البابلية والآشورية (5)؛ تأسست المملكة المصرية في القرن الثامن عشر. (6)؛ مملكة سيسيون (7)؛ رسائل اخترعها ميمون (8)؛ أثينا أسسها ليكروبس (11)؛ عشر قبائل في الثورة اليهودية (15)؛ صنع المال أولاً (17)؛ تأسست روما (18)؛ أخذت بابل (21)؛ ثيرموبيلا (23)؛ نهايات العهد القديم (24)؛ سقراط (25)؛ ألكسندر (27)؛ داريوس (28)؛ ديونيسوس (29)؛ الحرب الأهلية في روما (31)؛ قيصر في بريطانيا (32)؛ وفاة قيصر (33)؛ التعداد السكاني في روما (34)؛ ولد المسيح (35)؛ تأسست لندن (38)؛ المسيحية في بريطانيا (40)؛ القدس دمرت (41)؛ نفي اليهود (44)؛ البابا الأول (45)؛ قسنطينة (48)؛ فيرغوس (49)؛ فاراموند (50)؛ الرومان يجلون بريطانيا (51)؛ السلطة السباعية الساكسونية (53); ديونيسيوس (54)؛ صناعة الحرير أدخلت (56)؛ محمد ولد (58)؛ توقف التحدث باللاتينية في إيطاليا (59)؛ سانت لويس بولس (61)؛ محمد يموت (62)؛ تم الاستيلاء على القدس (63)؛ الدنماركيون (64)؛ شارلمان (65)؛ إجبرت (66)؛ ألفريد العظيم (70)؛ خلع البابا (72)؛ الورق المستخدم في إنجلترا (73)؛ مذبحة الدنماركيين (74)؛ هاستينغز (76); تاور هيل (77)؛ الحرب المقدسة (78)؛ أيرلندا ك. هنري (81)؛ الجغرافيا في إنجلترا (84)؛ ميثاق ماجنا (85)؛ تأسيس الإمبراطورية النمساوية (86)؛ يونايتد ويلز (88)؛ تأسيس الإمبراطورية التركية (89)؛ جمهورية سويسرا (91)؛ أخضعت فرنسا (95)؛ ويكليف (96)؛ اختراع الطباعة (97); اخترع النقش (99)؛ كولومبوس (101)؛ أمريكا الجنوبية (102)؛ غوستافوس فاسا (104)؛ شكسبير (107)؛ تم تقديم أسلوب جديد (109)؛ ك. تشارلز (111)؛ اليانصيب الأول (114)؛ مملكة بروسيا (115)؛ جورج الثالث (121)؛ اكتشاف خط الطول (122)؛ الحرب مع أمريكا (124)؛ خليج بوتاني (127)؛ بولندا مقسمة (130)؛ نابليون (134)؛ جي بي آر؛ لعبة واليس الجديدة للتاريخ العالمي والتسلسل الزمني

التاريخ الكلي هو عمل يهدف إلى تقديم تاريخ البشرية جمعاء كوحدة متماسكة كاملة. وعادة ما يتتبع السجل الزمني الكلي أو السجل العالمي من بداية المعلومات المكتوبة حول الماضي حتى الوقت الحاضر. لذلك فإن أي عمل مصنف على هذا النحو يُزعم أنه يحاول الإحاطة بأحداث جميع الأزمنة والأمم يجب أن يكون البحث العلمي فيه ممكنًا.
ينقسم التاريخ الكلي في التقليد الغربي عادة إلى ثلاثة أجزاء، بمعنى العصور القديمة والوسطى والحديثة. ويعتبر التقسيم في العصور القديمة والوسطى أقل وضوحًا أو غائبًا في التأريخ العربي والآسيوي. وقد أدت النظرة الشاملة للتاريخ الكلي إلى قيام بعض العلماء، بدءًا من كارل ياسبرس، بتمييز العصر المحوري المتزامن مع «العصور القديمة الكلاسيكية» للتقاليد الغربية. واقترح ياسبرس أيضًا فترة زمنية أكثر شمولية - عصور ما قبل التاريخ والتاريخ والتاريخ الأرضي. وتنتمي جميع الفترات السابقة المتميزة إلى الفترة الثانية (التاريخ) وهي مرحلة انتقالية قصيرة نسبيًا بين فترتين أطول بكثير.

## التأريخ

### الوضعية التاريخية الرانكية
ترتبط جذور التأريخ في القرن التاسع عشر بمفهوم أن التاريخ المكتوب بعلاقة قوية بالمصادر الأولية يمكن دمجه مع «الصورة الكبيرة»، أي التاريخ العام والكلي. مثلًا، حاول ليوبولد فون رانكه، المؤرخ البارز في القرن التاسع عشر، مؤسس الوضعية التاريخية الرانكية، النمط الكلاسيكي للتأريخ الذي يتعارض الآن مع ما بعد الحداثة، أن يكتب تاريخًا كليًا في نهاية حياته المهنية. وتعتبر أعمال مؤرخي العالم أوسفالد شبينغلر وأرنولد ج. توينبي أمثلة على محاولات دمج التاريخ القائم على المصدر الأساسي والتاريخ العالمي. وقد كان عمل شبينغلر أكثر عمومية؛ بينما ابتكر توينبي نظرية من شأنها أن تسمح بدراسة «الحضارات» للمضي قدمًا في تكامل كتابة التاريخ على أساس المصدر وكتابة التاريخ الكلي. وحاول الكاتبان دمج النظريات الغائية في الطروح العامة للتاريخ. ووجد توينبي أن الهدف (telos ) من التاريخ الكلي هو ظهور دولة عالمية واحدة.
التاريخ الكلي هو في آن واحد شيء أكثر وأقل من مجموع التواريخ الوطنية التي اعتدنا عليها، ويجب أخذه بروح مختلفة والتعامل معه بطريقة مختلفة.
- هـ. ج. ويلز، موجز تاريخ العالم

### نظرية التحديث
وفقًا لفرانسيس فوكوياما، فإن نظرية التحديث هي «آخر تاريخ كلي مهم» كتب في القرن العشرين. وتستند هذه النظرية إلى ماركس، وفيبر، ودوركايم. ويعتبر كتاب تالكوت بارسونز المجتمعات: وجهات النظر التطورية والمقارنة (1966) بيانًا رئيسيًا لوجهة النظر هذه لتاريخ العالم.

## الأمثلة والوصف

### أمثلة قديمة

#### الكتاب المقدس العبري
يمكن رؤية مشروع التاريخ الكلي في الكتاب المقدس العبري والذي من وجهة نظر محرريه في القرن الخامس قبل الميلاد يقدم تاريخ البشرية من الخلق حتى الطوفان، ومن هناك تاريخ بني إسرائيل حتى الوقت الحاضر. ويعتبر تأريخ سيدر أولام تفسيرًا حاخاميًا من القرن الثاني الميلادي لهذا التسلسل الزمني.

#### التأريخ اليوناني الروماني
في العصور اليونانية الرومانية القديمة، كتب أفسور أول تاريخ كلي (القرن الرابع قبل الميلاد). مع أن عمله هذا قد فقد، ولكن يمكن رؤية تأثيره في طموحات بوليبيوس (203-120 قبل الميلاد) وديودور (القرن الأول قبل الميلاد) لتقديم سجلات تاريخية شاملة عن عالمهما. ويعد كتاب هيرودوت التاريخ أقدم جزء متبقٍ من التراث العالمي اليوناني الروماني، على الرغم من أنه بموجب بعض التعريفات للتاريخ الكلي فإنه لا يعتبر كليًا أو عالميًا لأنه لا يعكس أي محاولة لوصف الاتجاه العام للتاريخ أو مبدأ أو مجموعة من المبادئ تحكمه. وكان بوليبيوس أول من حاول صياغة تاريخ كلي بالمعنى الأكثر صرامة للمصطلح:
إن ما يضفي على عملي صفته الخاصة، وأكثر ما يلفت الانتباه في العصر الحالي هو هذا: استغلت الثروة تقريبًا كل شؤون العالم في اتجاه واحد واضطرت إلى الانحدار نحو نفس الغاية؛ يجب على المؤرخ بالمثل أن يعرض أمام قرائه نظرة شاملة واحدة عن العمليات التي أنجزت بواسطتها غرضها العام (1: 4: 1-11).
واعتبرت قصيدة أوفيد التحولات كتاريخ كلي بسبب التسلسل الزمني الشامل، من خلق الجنس البشري حتى وفاة يوليوس قيصر قبل عام من ولادة الشاعر. وفي لايبزيغ، جرى الاحتفاظ بخمسة أجزاء تعود إلى القرن الثاني الميلادي وتأتي من تاريخ عالمي. ولا يعرف مؤلف لايبزيغ، لكنه غالبًا كان مسيحيًا. وفي وقت لاحق قدم التاريخ الكلي نظرة مؤثرة على صعود المسيحية في الإمبراطورية الرومانية في أعمال مثل كتاب تاريخ الكنيسة ليوسابيوس، ومدينة الإله لأوغسطينوس، وكتاب أوروسيوس التاريخ ضد الوثنيين.

#### التأريخ الصيني
خلال عهد أسرة هان (202 قبل الميلاد - 220 م) في الصين، كان سيما شيان (145-86 قبل الميلاد) أول مؤرخ صيني يحاول كتابة تاريخ كلي، من الأصول الأسطورية الأولى لحضارته حتى يومه الحاضر، ضمن سجلات المؤرخ الكبير. وعلى الرغم من أن جيله كان أول جيل في الصين اكتشف وجود ممالك في آسيا الوسطى والهند، إلا أن عمله لم يحاول تغطية تاريخ هذه المناطق.

### أمثلة القرون الوسطى

#### أوروبا الغربية
يتتبع السجل الزمني الكلي التاريخ منذ بداية العالم حتى الوقت الحاضر، وكان نوعًا شائعًا بشكل خاص من التأريخ في أوروبا الغربية في العصور الوسطى. ويختلف التأريخ الكلي عن التأريخ العادي في نطاقه الزمني والجغرافي الأوسع، إذ يعطي، من حيث المبدأ، وصفًا مستمرًا لتقدم تاريخ العالم من خلق العالم إلى زمن المؤلف نفسه، ولكنه غالبًا ما يضيق من الناحية العملية إلى نطاق جغرافي أكثر محدودية مع اقترابه من تلك الأوقات.
يعتبر التاريخ ليوسابيوس القيصري (نحو 275-339) نقطة انطلاق لهذا التقليد. ويتألف الكتاب الثاني من هذا العمل من مجموعة من جداول التطابق (Chronici canones) التي زامنت للمرة الأولى التسلسلات الزمنية المتعددة المستخدمة عند شعوب مختلفة. وأصبح تاريخ يوسابيوس معروفًا للغرب اللاتيني من خلال ترجمة جيروم (347-420).
يجري تنظيم السجلات العالمية أحيانًا حول موضوع أيديولوجي مركزي، مثل الفكرة الأوغسطينية عن التوتر بين الدولة السماوية والأرضية، كما هو موضح في كتابه مدينة الإله، والذي لعب دورًا رئيسيًا في كتاب أوتو فون فرايزنغ تاريخ دولتين. وتصور أطروحة القديس أوغسطينوس تاريخ العالم على أنه حرب كلية بين الإله والشيطان. ولا تقتصر هذه الحرب الميتافيزيقية على الوقت ولكن محدودة بالجغرافيا أيضًا فهي تحدث على كوكب الأرض. وفي هذه الحرب يحرك الإله (عن طريق التدخل الإلهي / العناية الإلهية) تلك الحكومات والحركات السياسية / الأيديولوجية والقوات العسكرية المتحالفة (أو الأكثر انحيازًا) مع الكنيسة الكاثوليكية (مدينة الإله) من أجل المعارضة بكل الوسائل، بما في ذلك العسكرية، لتلك الحكومات والحركات السياسية / الأيديولوجية والقوات العسكرية المتحالفة (أو الأكثر انحيازًا) مع الشيطان (مدينة الشيطان).
في حالات أخرى، قد يكون هناك نقص في أي موضوع واضح. وتحمل بعض السجلات العالمية طابعًا موسوعيًا إلى حد ما، مع العديد من الاستطرادات في الموضوعات غير التاريخية، كما هو الحال مع التاريخ لهيليناند من فوريمونت.
كتب بيدا تاريخًا كليًا في الفصل السادس والستين من كتابه حساب الزمن. ومن بين المؤرخين العالميين البارزين الآخرين للغرب في العصور الوسطى وكتبهم: الوقائع العالمية حتى عام 741، وتاريخ كريستيفريه، وهيليناند من فوريمونت (نحو 1160- بعد 1229)، وإيزيدور الإشبيلي (نحو 560-636)، وجان دير إنيكل، وماثو الباريسي (نحو 1200-1259)، ورانولف هيغدون (نحو 1280-1363)، وسيغبرت من جامبلو (نحو 1030-1112)، وأوتو فون فرايزنغ (نحو 1114-1158)، وفينسنت من بوفيه (نحو 1190-1264).
يمكن رؤية تقليد التاريخ الكلي في أعمال مؤرخي العصور الوسطى الذين ربما لم يكن هدفهم هو تأريخ الماضي القديم، ولكنهم مع ذلك أدرجوه في التاريخ المحلي للأزمنة الحديثة. وأحد الأمثلة على ذلك هو عمل غريغوري من تورز عشرة كتب من التاريخ (توفي 594)، حيث يصف أول كتبه العشرة الخلق والتاريخ القديم، بينما تركز الكتب الستة الأخيرة على الأحداث في حياته ومنطقته. وفي حين أن هذه القراءة لغريغوري هي حاليًا فرضية مقبولة على نطاق واسع في الدوائر التاريخية، فإن الهدف المركزي لكتابات غريغوري ما يزال موضوع نقاش.